# دنيس إي. فيتش
دنيس إي. فيتش (بالإنجليزية: Dennis E. Fitch)‏ هو متحدث تحفيزي أمريكي، ولد في 19 ديسمبر 1942 في بيتسبرغ في الولايات المتحدة، وتوفي في 7 مايو 2012 في سانت تشارلز في الولايات المتحدة بسبب ورم الدماغ.